# Cupani Mari, Vînohradiv
Cupani Mari (în ucraineană Велика Копаня, transliterat: Velîka Kopanea, maghiară Felsőveresmart) este o comună în raionul Vînohradiv, regiunea Transcarpatia, Ucraina, formată numai din satul de reședință.

## Demografie
Componența lingvistică a comunei Cupani Mari
     Ucraineană (99,42%)
     Alte limbi (0,55%)
Conform recensământului din 2001, majoritatea populației comunei Cupani Mari era vorbitoare de ucraineană (99,42%), existând în minoritate și vorbitori de alte limbi.